# Maria Gay i Tibau
|  | Per a altres significats, vegeu «Maria Gay». |

Maria Gay i Tibau (Llagostera, 24 d'octubre de 1813 - Girona, 18 de març de 1884) fou una religiosa gironina, fundadora de la congregació de les Germanes de Sant Josep de Girona. Ha estat proclamada serventa de Déu per l'Església catòlica. El dia 9 de desembre de 2013, el papa Francesc va proclamar les seves virtuts heroiques i li atorgà el títol de venerable, pas previ a la seva beatificació.

## Biografia
Nascuda a Llagostera, filla de Martí Gay i Maria Tibau. En 1815 morí el seu pare i va néixer el seu germà Pere. La recent Guerra del Francès va fer molt difícil a la seva mare la criança dels dos germans. En 1850, la mare fou ingressada a l'Hospital de Santa Caterina de Girona; malgrat les atencions rebudes, hi morí. Maria Gay s'hi quedà, vivint amb la família d'Emeri Ros, metge, i Concepció Llausas, a qui ajudava en la cura i educació dels seus cinc fills.
El 1851 va entrar a formar part del Tercer Orde de Sant Domènec, com a laica. Alternava el seu treball domèstic amb l'atenció als malalts que anaven a la visita del doctor Ros. Els rebia i escoltava atentament les seves necessitats per passar després al metge la informació; així aprengué moltes coses, i va decidir de dedicar la seva vida a atendre'ls.
Com a membre de la Confraria de la Puríssima Sang, atenia malalts necessitats desinteressadament, tasca que feu durant vint anys. Pensà, però, que calia anar més enllà i va voler fundar un institut religiós dedicat al servei dels malalts. Amb el consentiment de la família Ros-Llausas, va començar a posar en pràctica la idea, i el 28 de juny de 1870, amb la seva amiga Carme Esteve i Andoca i sis companyes més, va iniciar la vida comunitària d'una agrupació que, amb domicili al Carrer de la Forca, 12, es dedicaria a l'atenció i la vetlla, de dia i de nit, de malalts. Amb el temps (des de 1868 estaven prohibides per llei les associacions i congregacions religioses) es convertí en congregació religiosa: l'Institut de les Religioses de Sant Josep de Girona, popularment anomenades Vetlladores. A data del 2015, aquesta congregació no deixa de créixer i els seus projectes solidaris tenen presència tant nacional com internacional.
La seva tasca fou reconeguda aviat, i altres joves volgueren adherir-s'hi. El 12 de juliol de 1872 el bisbe de Girona, Constantí Bonet, els va fer lliurament d'un reglament intern. Per evitar la prohibició de les congregacions religioses, Maria Gay i les seves companyes van fer la seva professió en el Tercer Orde de Sant Francesc, laic. Establiren un primer convent a la Pujada de Sant Domènec, després a la Força i en 1876 al Portal Nou, que esdevingué la casa mare de la congregació i el centre de formació de les novícies.
El 1879, la comunitat obrí casa a la Bisbal d'Empordà, des d'on anaven als domicilis dels malalts; l'any següent, l'Ajuntament de Banyoles sol·licità germanes per tenir cura dels malalts de l'hospital, que serà el primer confiat a l'institut. El 1880, el nou bisbe Tomàs Sivilla els va permetre inaugurar el noviciat. La comunitat inicial s'anava fent cada vegada més nombrosa; des d'aleshores, assistien els malalts tant als seus propis domicilis com en els hospitals. El 1881 una altra comunitat es feia càrrec de l'hospital de Lloret de Mar, a petició de l'ajuntament. Maria encara va fundar a Torroella de Montgri (1882), Sant Feliu de Guíxols i Blanes, les dues en 1884. El mateix any, però, Maria morí a Girona.

## Veneració
Morta en llaor de santedat, el Govern General de l'Institut va demanar al bisbe de Girona d'incoar el procés de canonització de la fundadora, que s'obrí el 26 de juliol de 1996, amb la primera sessió a l'església de la casa mare de l'Institut. El procés de recollida d'informació acabà el 3 de maig de 1998 a la catedral de Girona. El bisbe, Jaume Camprodon, la declarà serventa de Déu, i s'envià la documentació a Roma, on continua el procés. El dilluns 9 de desembre de 2013, el Sant Pare Francesc aprovà les virtuts heroiques de la serventa de Déu, que passa a dir-se "venerable". Per arribar a la beatificació, fa falta que es provi un miracle concedit per la seva intercessió.